# Litke megállóhely
Litke megállóhely a MÁV egyik vasúti megállóhelye a Nógrád vármegyei Litke községben; a hazai vasútvonalak közül a Aszód–Balassagyarmat–Ipolytarnóc-vasútvonal érinti. A belterület északi szélén helyezkedik el, közúti megközelítését a 2205-ös útból kiágazó 22 308-as számú mellékút (Béke út) biztosítja.

## Vasútvonalak
A megállóhelyet az alábbi vasútvonalak érintik:
- Aszód–Balassagyarmat–Ipolytarnóc-vasútvonal
- Losonc–Kalonda–Nagykürtös-vasútvonal

## Kapcsolódó állomások
A megállóhelyhez az alábbi állomások vannak a legközelebb:
- Kisrárós megállóhely (Aszód vasútállomás, Aszód–Balassagyarmat–Ipolytarnóc-vasútvonal)
- Ipolytarnóc vasútállomás (Aszód–Balassagyarmat–Ipolytarnóc-vasútvonal)

## Forgalom
| Járat | Útvonal | Gyakoriság |
| ----- | --- | ---------- |
| S790  | Ipolytarnóc – Litke – Ráróspuszta – Nógrádszakál – Ludányhalászi – Szécsény – Hugyag – Őrhalom – Balassagyarmat | Napi 4 pár |